# Author's Club First Novel Award
Author's Club First Novel Award är ett brittiskt litterärt pris som tilldelas den mest lovande debutromanen under året som är skriven av en brittisk författare och utgiven i Storbritannien under det kalenderår som föregick det år som priset ges.

## Pristagare
Listan är inte komplett
- 1954 David Unwin - The Governor's Wife
- 1955 Brian Moore The Lonely Passion of Judith Hearne
- 1956 Harry Bloom Episode
- 1957 Edmund Ward Summer in Retreat
- 1958 Alan Sillitoe Saturday Night and Sunday Morning
- 1959 David Caute - At Fever Pitch
- 1960 Lionel Davidson The Night of Wenceslas
- 1961 Jim Hunter The Sun in the Morning
- 1962 John Pearson - Gone to Timbuctoo
- 1963 David Rubin - The Greater Darkness
- 1964 Robin Douglas-Home - Hot for Certainties
- 1965 James Mossman - Beggars on Horseback
- 1966 Leslie Thomas - The Virgin Soldiers
- 1967 Paul Bailey - At the Jerusalem
- 1968 Barry England - Figures in a Landscape
- 1969 Peter Tinniswood - A Touch of Daniel
- 1970 Rachel Ingalls - Theft
- 1971 Rosemary Hawley Jarman - We Speak No Treason
- 1973 Jennifer Johnston - The Captains and the Kings
- 1975 Sasha Moorsom - A Lavender Trip
- 1977 Barbara Benson - The Underlings
- 1978 Katharine Gordon - The Emerald Peacock
- 1979 Martin Page - The Pilate Plot
- 1980 Dawn Lowe-Watson - The Good Morrow
- 1981 Anne Smith - The Magic Glass
- 1982 Frances Vernon Priveged Children
- 1983 Katherine Moore - Summer at the Haven
- 1984 Frederick R. Hyde-Chambers - Lama: A Novel of Tibet
- 1985 Magda Sweetland - Eightsome Reel
- 1986 Helen Harris - Playing Fields in Winter
- 1987 Peter Benson - The Levels
- 1988 Gilbert Adair The Holy Innocents
- 1989 Lindsey Davis The Silver Pigs
- 1990 Alan Brownjohn The Way You Tell Them
- 1991 Zina Rohan - The Book of Wishes and Complaints
- 1992 David Park The Healing
- 1993 Nadeem Aslam Season of the Rainbirds
- 1994 - Andrew Cowan - Pig
- 1995 - T. J. Armstrong - Walter and the Resurrection of G
- 1996 Diran Adebayo Some Kind of Black och Rhidian Brook - The Testimony of Taliesin Jones (delat pris)
- 1997 Mick Jackson - The Underground Man
- 1998 Jackie Kay - Trumpet
- 1999 Ann Harries - Manly Pursuits
- 2000 - Brian Clarke - The Stream
- 2001 - Carl Tighe - Burning Worm
- 2002 Carl Tighe Burning Worm
- 2003 Dan Rhodes Timoleon Vieta Come Home
- 2004 Susan Fletcher Eve Green och Neil Griffiths - Betrayal in Naples (delat pris)
- 2005 Henry Shukman - Sandstorm
- 2006 Neil Griffiths Betrayal in Naples
- 2007 Nicola Monaghan The Killing Jar
- 2008 Segun Afolabi Goodbye Lucille
- 2009 Laura Beatty - Pollard
- 2010 Anthony Quinn - The Rescue Man
- 2011 Jonathan Kemp - London Triptych
- 2012 Kevin Barry - City of Bohane
- 2013 Ros Barber - The Marlowe Papers och I. J. Kay - Mountains of the Moon
- 2014 Jack Wolf - The Tale of Raw Head and Bloody Bones
- 2015 Carys Bray - A Song for Issy Bradley
- 2016 Benjamin Johncock - The Last Pilot
- 2017 Rowan Hisayo Buchanan - Harmless Like You
- 2019 Guy Gunaratne - In Our Mad and Furious City
- 2020 Claire Adam - Golden Child
- 2021 Ingrid Persaud - Love after Love
- 2022 Tish Delaney - Before my Actual Heart Breaks